# Mayang Mangurai
Mayang Mangurai is een bestuurslaag in het regentschap Jambi van de provincie Jambi, Indonesië. Mayang Mangurai telt 16.383 inwoners (volkstelling 2010).